# Вінтрі
Вінтрі (ест. Vintri) — село в Естонії, входить до складу волості Сальме, повіту Сааремаа.